# Álvaro Obregón
Álvaro Obregón, mehiški general in državnik, v letih 1920–1924 predsednik Mehike, * 19. februar 1880, Álamos, Sonora, Mehika, † 17. julij 1928, Ciudad de Mexico, Mehika.

## Življenjepis
V mehiški revoluciji leta 1911 je bil na strani Madera, v državnem udaru pa je bil leta 1920 oklican za predsednika. Pod njegovo upravo je bila izvedena Vasconcelosova reforma šolstva. Obregón je bil leta 1928 ponovno izvoljen za predsednika, vendar pa je bil umorjen pred nastopom dolžnosti.